# Perssonia sanguinea
Perssonia sanguinea là một loài rêu trong họ Bryaceae. Loài này được Bizot mô tả khoa học đầu tiên năm 1969.